# Better Man
Better Man là đĩa đơn đầu tiên của album The Breaker của nhóm nhạc đồng quê Mỹ Little Big Town ra mắt ngày 24 tháng 2 năm 2017. Bài hát ra mắt bản audio ngày 20 tháng 10 năm 2016. Bài hát do ca–nhạc sĩ người Mỹ Taylor Swift sáng tác.

## Diễn biến thương mại
Bài hát bán ra 6.000 bản trong ngày đầu lên kệ, rồi tăng lên 20.000 bản trong tuần kế tiếp, đạt hạng 20 trên bảng xếp hạng Hot Country Songs. Tính tới tháng 11 năm 2016, bài hát đã tiêu thụ 166.000 bản tại Hoa Kỳ.

## Xếp hạng
| Bảng xếp hạng (2016)                 | Thứ hạng cao nhất |
| ------------------------------------ | ----------------- |
| Canada (Canadian Hot 100)            | 74                |
| Hoa Kỳ Billboard Hot 100             | 54                |
| Hoa Kỳ Country Airplay (Billboard)   | 38                |
| Hoa Kỳ Hot Country Songs (Billboard) | 6                 |